# Eight Days a Week
Az Eight Days a Week a The Beatles együttes 1964-es dala a Beatles for Sale albumról. A dal ötlete Paul McCartney-tól származik, de John Lennon is segített megírásában.
A dal címe Paul McCartney szerint egy Ringo Starr elszólásból származik, melyben arról panaszkodott erején felül, heti nyolc napon át dolgozik. Eredetileg az együttes következő filmjének betétdalaként szánták (melynek azt a címet szánták volna, hogy Eights Arm to Hold You). Ehelyett a Beatles for Sale albumra került fel. Lennon segített McCartney-nak a középsrész megrásában, melyre így emlékezett: "kb. egy verze volt meg, de gyorsan be kellett fejeznünk."
A dal felvételi munkái 1964. október 6-án kezdődtek meg és 18-án értek véget. Eredetileg a dal bevezetése és befejezése is egy több szólamú éneket tartalmazott volna, de hat felvétel után elvetették az ötletet. (ez a változat helyet kapott az Anthology 1 albumon) A további jét felvételen elkészült a dal, de a címsor dallama változott. A dalhoz első alkalommal használt fade-in effekt (fokozatos hangosítás) megmaradt a vélgeges változatban. 
A dal az amerikai piacon kislemez formátumban is megjelent (B-oldalán az I Don't Want to Spoil the Party volt), mely két hétig vezette az amerikai kislemezlistát.

## Közreműködött
Ian MacDonald szerint:
- John Lennon – ének, akusztikus ritmusgitár, taps
- Paul McCartney – ének, basszusgitár, taps
- George Harrison – ének, szólógitár, taps
- Ringo Starr – dob, taps